# Llista de pacifistes

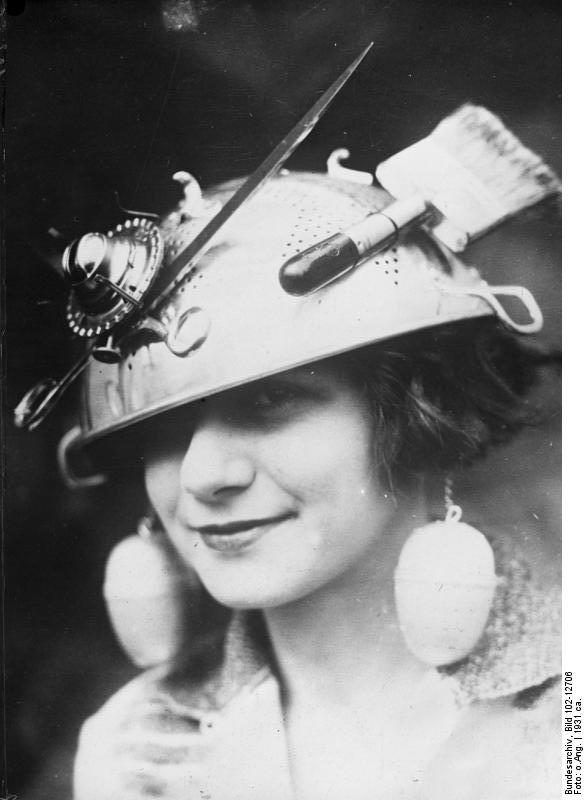
Pacifista, any 1931

La llista de pacifistes és una llista no exhaustiva que inclou algunes persones que per algun motiu o altre
han estat considerades pacifistes per alguna entitat, societat o cultura en algun moment.
- Henry David Thoreau (1817-1862), anarquista que va escriure sobre una filosofia de resistència no violenta.
- Jean Henri Dunant (1828-1910), fundador de la Creu roja.
- Bertha Felicitas Sophie Von Suttner (1843-1914), pacifista i escriptora austríaca.
- Jane Addams (1860-1935), sociòloga reformadora, feminista i pacifista.
- Emily Greene Balch (1867-1961), reformista social i pacifista.
- Albert Schweitzer (1875-1965), filòsof i metge missioner pacifista.
- Pau Casals (1876-1973), compositor d'El cant dels ocells, símbol de pau i llibertat arreu del món.
- Elsa Einstein (1876-1936), activista pacifista i contra l'antisemitisme.
- Albert Einstein (1879-1955), físic.
- Mahatma Gandhi (1869-1948), polític hindú.
- Emma Goldman (1869-1940), reconeguda feminista i anarquista.
- Carl von Ossietzky (1889-1938), fundador de Mai més la Guerra, va denunciar el rearmament secret alemany i va defensar la pau i el desarmament per mitjà del diari en que treballava.
- Lanza del Vasto (1901-1981), activista de la no-violència i líder de comunitats d'autogestió als anys seixanta.
- Alva Myrdal Relmer (1902-1986), diplomàtica, política i reformista social que treballà a la creació de l'estat del benestar i del desarmament.
- Günther Anders (1902-1992), filòsof, un dels fundadors i principals líders del moviment antiatòmic.
- Lluís Maria Xirinacs i Damians (1932-2007), polític i sacerdot que aportà l'acció no violenta contra el franquisme.
- Teresa de Calcuta (1910-1997), fundadora de la congregació de les Missioneres de la Caritat a Calcuta.
- Abdi İpekçi (1929-1979), periodista, activista de pau entre Turquia i Grècia.
- Yoko Ono (1933-), reconeguda performer i activista pacifista.
- Wangari Maathai (1940-2011), biòloga, veterinària i activista política ecologista, feminista, pacifista i pels drets humans.
- Betty Williams (1943-), activista pacifista, cofundadora del Moviment per la Pau d'Irlanda del Nord.
- Mairead Maguire (1944-), activista pacifista, cofundadora del Moviment per la Pau d'Irlanda del Nord.
- Aung San Suu Kyi (1945-), política birmana, líder de l'oposició no-violenta contra la dictadura militar del seu país.
- Arcadi Oliveres i Boadella (1945-), economista i membre de Justícia i Pau.
- Shirin Ebadi (1947-), advocada iraniana militant pels drets humans, la pau i la democràcia al seu país.
- Jody Williams (1950-), activista pacifista internacional, especialment contra l'ús de mines antipersones.
- Hrant Dink (1954-2007), periodista, activista de pau entre Turquia i Armènia.
- Rigoberta Menchú (1959-), líder activista social i pacifista.
- Leymah Roberta Gbowee (1972-), activista liberiana a favor de la pau.
- Tawakel Karman (1979-), periodista, política i activista no-violenta del feminisme, pacifisme i drets humans. Fundadora del grup Dones sense Cadenes.